# NGC 7040
NGC 7040 (другие обозначения — PGC 66366, UGC 11701, MCG 1-54-4, ZWG 401.8, IRAS21108+0839) — галактика в созвездии Малый Конь.
Этот объект входит в число перечисленных в оригинальной редакции «Нового общего каталога».